# Andreas Alm
Gert Andreas Alm, född 19 juni 1973 i Gällivare, är en svensk före detta fotbollsspelare och numera tränare.

## Biografi

### Spelarkarriär
Andreas Alm föddes i Gällivare men bodde sina två första levnadsår i Pajala. Han är uppvuxen i Eskilstuna och började spela fotboll i IK City. Inför säsongen 1995 gick Alm till Hammarby IF, där det under de två första åren blev sparsamt med spel på grund av skador. 1997 var Alm skadefri och omskolades av tränaren Rolf Zetterlund från back till mittfältare. Det visade sig vara ett lyckat beslut, då Alm gjorde 13 mål i Norrettan och hjälpte klubben upp i Allsvenskan. Därefter gick han till norska Kongsvinger IL för spel i Tippeligaen.
2000 återvände Alm till Sverige för spel i AIK. Den 2 april 2000 tävlingsdebuterade han för klubben i Svenska cupen mot Degerfors IF, där han i slutet av matchen blev utvisad. Den 10 april 2002 gjorde han sin debut som AIK-spelare i Allsvenskan mot IF Elfsborg, en match som AIK vann med 2–1 och där Alm gjorde segermålet. Under första säsongen vann han den interna skytteligan med nio gjorda mål. I den sista matchen säsongen 2000 drog Alm på sig en ljumskskada och han var inte tillbaka på plan förrän sensommaren 2001. Alm spelade nio allsvenska matcher och gjorde sju mål. Under 2002 hade han stora skadebekymmer och spelade endast en match i Allsvenskan samt i semifinalen av Svenska cupen, där han byttes in mot Elfsborg och senare sköt AIK till cupfinal.
Alm avrundade sin elitkarriär med spel i IFK Norrköping i Superettan. Den sista säsongen som spelare gjorde han i Eskilstuna City FK i Division 2 2007, även om det blev ett gästspel med några matcher i Triangelns IK (en av Eskilstuna Citys samarbetsklubbar i Eskilstuna Elitfotboll) i division 6 under 2008.  

### Tränarkarriär
Efter spelarkarriären satsade Alm på tränarrollen. Han inledde sin tränarkarriär i Eskilstuna City FK. Inför säsongen 2009 gick Alm till AIK, där han var assisterande tränare till Mikael Stahre. Under första säsongen som assisterande tränare i klubben vann AIK SM-guld. Den 16 december 2010 tog Alm över som chefstränare i AIK. Alm har även haft uppdrag som fotbollsexpert i TV4 och även skrivit krönikor för Svenska fotbollförbundets officiella webbplats.
Fredagen den 13 maj 2016 beslutade AIK att Andreas Alm får lämna rollen som chefstränare. Sommaren 2016, i juli månad, tog Andreas Alm över som tränare i Vejle BK i Danmark. Laget spelade i den danska andraligan (division 1), som består av 12 lag. Laget slutade på 9:e plats och klarade sig därmed kvar. Andreas bröt sitt kontrakt efter den sista matchen var spelad i slutet av maj 2017. 
Den 8 december 2017 presenterades Alm som ny tränare för BK Häcken. Avtalet skrevs inledningsvis på tre år men förlängdes under sommaren 2019 till att sträcka sig över hela 2022.
Den danska klubben Odense BK köpte loss Alm från BK Häcken under våren 2021. Kontrakt skrevs inledningsvis till 2024 men förlängdes med 1 år till 2025. I november 2023 meddelar dock klubben att Alm lämnar sitt uppdrag som chefstränare.  
Den 29 december 2023 presenterades Alm som ny tränare för IFK Norrköping, en klubb som han tidigare representerat som spelare och spelat flest matcher för i sin karriär.
Den 9 december 2024 bekräftar IFK Norrköping att Alm får lämna rollen som huvudtränare för klubben.
Den 8:e maj 2025 bekräftar den lettisk klubben FK Liepaja att Alm tar över som huvudtränare 
Våren 2022 kom han ut med romanen En av elva (Mondial förlag), som handlar om elitfotbollens mörka sidor.

## Statistik som spelare
- 2004–05 i IFK Norrköping: 52 / 23
- 2005: 28 / 9 (Superettan)
- 2004: 24 / 14 (Superettan)
- 2000–03 i AIK: 44 / 20
- 2003: 12 / 4
- 2002: 1 / 0
- 2001: 9 / 7
- 2000: 22 (?) / 9 (?)